# Hekate (Band)

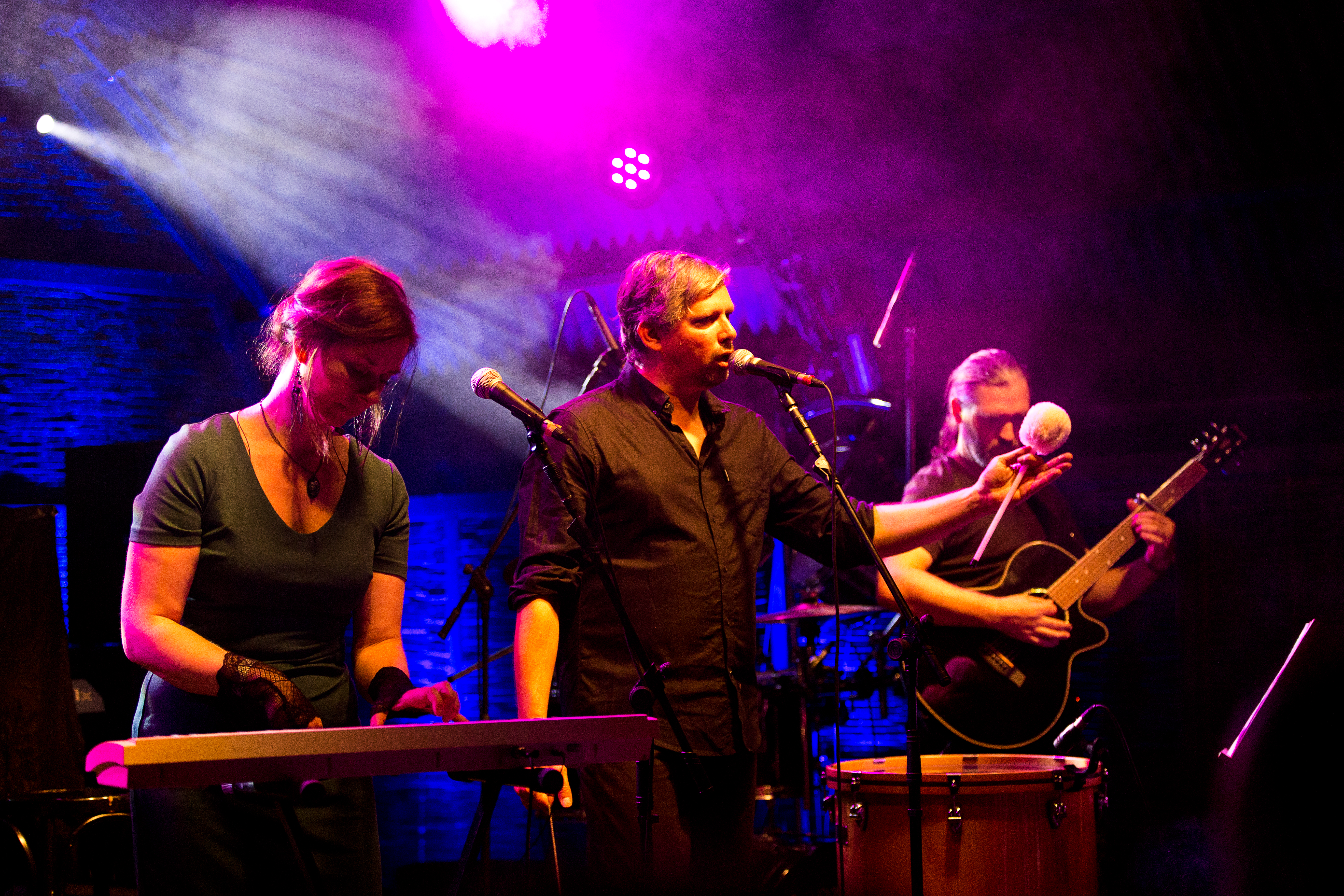
Hekate beim Nocturnal Culture Night Festival 2016

Hekate ist eine nach Hekate, der griechischen Göttin der Nekromantie und des Spuks, benannte deutsche Band. Die von Neofolk beeinflusste Band wurde 1991 in Koblenz gegründet und verbindet historische und moderne Stileinflüsse. 

## Bandgeschichte
Hekate gründete sich zunächst als experimentelles Atonal-Projekt. Der erste Auftritt fand während einer Kunstausstellung an der Fachhochschule Koblenz statt. Bei einer Zusammenarbeit mit dem Ambient-Projekt Chorea Minor entstand 1996 eine erste CD. Die Band hatte Live-Auftritte unter anderem auf dem Wave-Gotik-Treffen in Leipzig, beim M’era Luna Festival Festival in Hildesheim und in diversen Clubs im In- und Ausland.

## Stil
Hekate verarbeitet u. a. Elemente aus Folk, Klassik, Liedermacher und Mittelalter und verbindet sie mit experimentellen, elektronischen Klängen. Die Instrumentierung umfasst Percussion, Schlagzeug, historische Instrumente, Gitarren und Synthesizer. Die Texte handeln von Mythen und Legenden (Barbarossa, der Fee Morgana le Fay, den Katharern oder den Mauren). Neben eigenen Texten verwendet Hekate auch kulturell bedeutende Texte der vorangegangenen Epochen und bietet sie in unterschiedlichen Sprachen (französisch, englisch, Jiddisch, deutsch) dar.

## Diskografie
- Sanctuary (1994; Krokodil Records), limitiertes Tape
- The Seventh Sign (1996; Krokodil Records), mit Chorea Minor
- Hambach -1848- (1998; taos-records), limitierte Schallplatte
- Sonnentanz (2000; Well of Urd), CD
- Tempeltänze (2001; Well of Urd), CD
- Ten Years of Endurance (2003; Auerbach), Compilation-CD
- Mithras Garden (2004; Auerbach), EP, z. T. live
- Goddess (2004; Auerbach), CD bzw. Doppel-CD  mit Remixen
- Die Welt der dunklen Gärten (2011; Auerbach), CD
- Totentanz (2018; Auerbach), CD